# Escuelita de Neuquén
El cuartel del Batallón de Ingenieros de Construcciones 181 está ubicado en la ciudad de Neuquén, en la provincia homónima en Argentina. Durante la última dictadura militar de ese país, funcionó allí un centro clandestino de detención conocido como la «La Escuelita de Neuquén».
En 2015, la Secretaría de Derechos Humanos de la Nación, por medio de la Dirección Nacional de Sitios de Memoria, nombró al lugar Sitio de la Memoria del Terrorismo de Estado.

## Ubicación
El Batallón se encuentra cercano a la ciudad de Neuquén, sobre la ruta n.º 22, cuatro kilómetros antes del aeropuerto. Allí se abre a la izquierda un camino de tierra, de aproximadamente 300 metros, por donde se llega al predio.

## Centro clandestino
La Escuelita era el principal centro clandestino de detención de Neuquén, enmarcado en las políticas de terrorismo de Estado llevadas a cabo por la dictadura militar, que consistían en la tortura y el asesinato de personas que estaban en desacuerdo con el régimen.
Ocupaba dos edificios del Batallón, separados por 10 metros aproximadamente. Uno de ellos era una casa vieja, que servía para el alojamiento de los detenidos, con literas superpuestas en cada habitación. Las paredes estaban blanqueadas, el piso era de cemento y el techo de chapas. Entre la pared y la chapa del techo quedaba un espacio por donde corría aire. Había un hueco en el techo para torreta de vigilancia. Los detenidos que pasaron por allí eran trasladados a la cárcel, vueltos a llevar para ser torturados o bien a otros penales, incluso hubo detenidos desaparecidos que pasaron por esta unidad. La construcción tenía un baño con lavatorio chico, letrina y ducha y la puerta de acceso era de color marrón con visor.
El otro edificio, que luego fue demolido, era un galpón de chapas, techo a medio arco, puerta corrediza color rojo antióxido, con un piso de ladrillos. Había una comunicación peatonal con el Batallón. El acceso principal a través de una tranquera, controlada por el Puesto de Guardia 5.

### Juzgamientos a los responsables
El 8 de febrero de 2009, el Tribunal Oral Federal de Neuquén condenó a ocho exmilitares y ordenó que se mantengan las actuales condiciones de detención oportunamente dispuestas por el Tribunal en la unidad penal 5 de General Roca (Causa 666/08).
Se condenó al médico Hilarión de la Pas Sosa (quien se desempeñaba como Jefe de Sanidad del Comando de Brigada de la Subzona 52 y prestaba servicio en La Escuelita) a 20 años de prisión por ser partícipe necesario de los delitos de privación ilegal de la libertad agravada, tormentos y asociación ilícita.
En diciembre de 2015, comenzaron los juicios a 22 imputados por delitos cometidos contra 28 personas, de las cuales 14 se encuentran desaparecidas. Actuaron como querellantes en la causa la Asamblea Permanente por los Derechos Humanos (APDH) de Neuquén, la Secretaría de Derechos Humanos de la Nación y el Centro de Profesionales por los Derechos Humanos (CeProDH).

### Condenas
En enero de 2016, dos exintegrantes de las fuerzas armadas, que habían sido absueltos, resultaron condenados, luego de que la Cámara de Casación revirtiera un fallo del tribunal. Uno de ellos fue Jorge Osvaldo Gaetani, oficial jefe de la Sección de la Compañía “B” del Batallón, quien fue condenado a tres años de prisión. Además, se aumentaron las penas a otros once exmilitares y policías que habían sido condenados en el año 2012.
En 2021 fueron condenados con perpetua  para el jefe de Inteligencia del Comando en Neuquén, Oscar Lorenzo Reinhold, además a Di Pasquale, Molina Ezcurra, San Martín, Guglielminetti, Páez, Condal, Granada, Taffarel y Tejada. En tanto, se sentenció a doce años de prisión a Capella, a seis a Penchulef, a cinco años y seis meses a Cancrini, y a cinco años a Huircaín. Fue absuelto, Jorge Soza.

## SITIO PROVINCIAL DE LA MEMORIA - LEY N° 3132
El centro clandestino de detención La Escuelita, ubicado en los fondos del Batallón de Ingenieros de Construcción 181 de la ciudad de Neuquén, con el propósito del rescate arqueológico de sus cimientos, cuya construcción fue demolida en los años 90, para descubrir el sitio, preservarlo y convertirlo en un lugar de memoria, de verdad y de justicia fue declarado Sitio Provincial de la Memoria, mediante la Ley N° 3132 publicada en el Boletín Oficial de la Provincia del Neuquén el 22 de agosto de 2018. Según el artículo 2º se debe destinar, exclusivamente, a usos culturales, históricos, educativos y recreativos. Asimismo, el artículo 3° dice que el Ministerio de Ciudadanía o el organismo que lo remplace, con incumbencia en materia de derechos humanos, debe: a) Gestionar la localización e individualización del predio, y la subdivisión y transmisión, sin cargo, del dominio a favor de la Provincia. b) Convocar, en coordinación con el Ministerio de Economía e Infraestructura, a un concurso de proyectos integrales para el diseño del Parque de la Memoria. c) Realizar, en coordinación con organizaciones de la sociedad civil y la Dirección Nacional de Sitios de la Memoria, un informe circunstanciado del Sitio Provincial de la Memoria La Escuelita, que incluya una investigación histórica con relevamiento de testimonios e intervención arqueológica.